# Vanillaceae
Vanillaceae is een voormalige plantenfamilie uit de orde Asparagales, met vijftien geslachten en ongeveer 180 soorten, nauw verwant aan de orchideeënfamilie. Ze werden als aparte familie beschouwd omdat zij een aantal voor orchideeën ongewone kenmerken bezitten, zoals de wijze waarop de vruchten zich openen.
De meest bekende vertegenwoordiger van deze groep is de vanille-orchidee (Vanilla planifolia), de oorspronkelijke leverancier van vanille.
Recent DNA-onderzoek op het rbcL-gen van deze planten heeft uitgewezen dat zij een zustertaxon zijn van de Epidendroideae en de Orchidoideae, en dus wel degelijk in de Orchidaceae thuishoren. Zij zijn nu in deze familie opgenomen als de onderfamilie Vanilloideae.